# Clerodendrum dusenii
Clerodendrum dusenii là một loài thực vật có hoa trong họ Hoa môi. Loài này được Gürke mô tả khoa học đầu tiên năm 1900.

## Hình ảnh

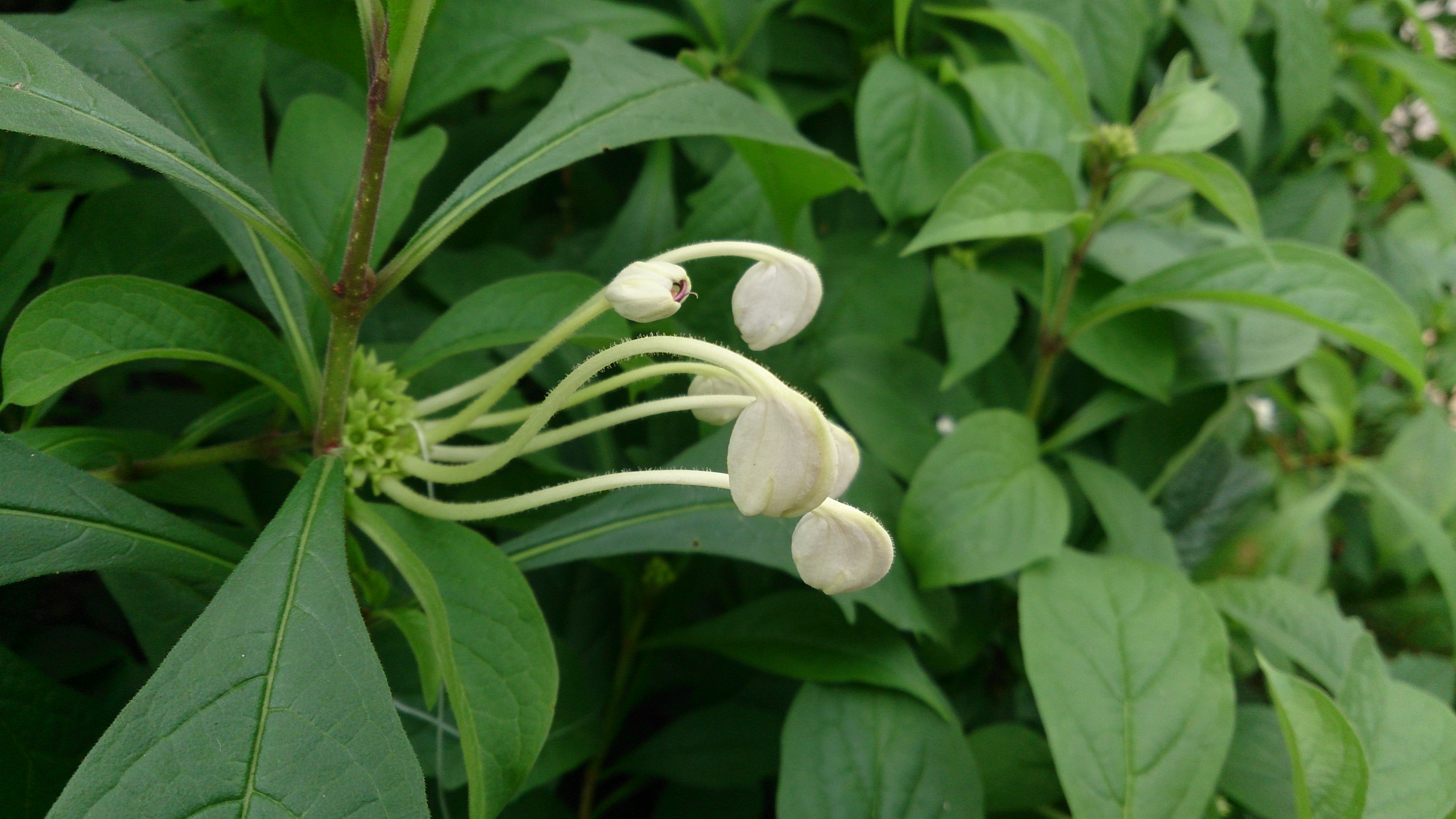